# بوابات التعلم
بوابات التعلم (بالإنجليزية: Studyportals BV)‏ موقع ويب وشركة مقرها في مدينة آيندهوفن الهولندية، تشارك في توفير منصة إختيار التعليم عبر الإنترنت، والمنح الدراسية، حيث تضم أكثر من 200000 برنامج للدورات الجامعية والدراسات العليا والتعلم عن بعد، وإعداد الدورات في جميع أنحاء العالم، إلى جانب موارد التعليم الدولية الأخرى. لديهم أيضًا بوابة قائمة للمنح الدراسية تسمى بوابة المنح الدراسية تمكن الطلاب من البحث عن المنح الدراسية من المؤسسات والمنظمات في جميع أنحاء العالم. بدأت الشركة في البداية باسم «ماسترسبورتال» (Mastersportal) في نهاية عام 2007، وتوسعت منذ ذلك الحين إلى بوابة البكالوريوس، وبوابة الماجستير، وبوابة الدكتوراه، والتعلم عن بعد، وغيرها. إلى جانب أكثر من 3750 جامعة مشاركة، تتعاون الشركة مع المفوضية الأوروبية وتدعمها معاهد وطنية أخرى للتعليم العالي مثل الهيئة الألمانية للتبادل الثقافي DAAD (ألمانيا) وNuffic (هولندا) والمجلس البريطاني (المملكة المتحدة).  كانت الشركة جزءًا من العديد من المشاريع الممولة من الاتحاد الأوروبي  في مجال التعليم العالي وتنشر بانتظام تقارير حول التطورات في قطاع التعليم العالي الأوروبي. وفقًا لموقعهم على الويب، وتستقبل بوابة التعلم أكثر من 36 مليون زائر سنويًا.

## المواقع الالكترونية المملوكة
تمتلك الشركة حاليًا مواقع الويب التالية:
- بكالوريوس رياضة bachelorsportal.com : معلومات حول برامج البكالوريوس في جميع أنحاء العالم (بكالوريوس، بكالوريوس في العلوم، ليسانس الحقوق. ب).[13]
- Mastersportal : معلومات حول برامج الماجستير في جميع أنحاء العالم (ماجستير، ماجستير في إدارة الأعمال، ماجستير في القانون. م).[14]
- بوابة الدكتوراه: معلومات عن الدكتوراه. الفرص في جميع أنحاء العالم (Ph.DDBA).[15]
- PreparationCoursesportal: معلومات حول دورات التحضير للجامعة في جميع أنحاء العالم.[16]
- بوابة التعليم عن بعد distancelearningportal.com: معلومات حول التعلم المفتوح والتعليم عن بعد في جميع أنحاء العالم.[17]
- ShortCoursesportal: معلومات حول الدورات القصيرة في جميع أنحاء العالم (بما في ذلك المدارس الصيفية والشتوية).[18]
- Scholarshipportal: معلومات حول المنح الدراسية في جميع أنحاء العالم.[19]
- AdmissionTestportal : معلومات حول تواريخ ومواقع ورسوم اختبار IELTS.[20]

## روابط خارجية
- الموقع الرسمي
- بوابة الطالب نسخة محفوظة 22 مارس 2019 على موقع واي باك مشين.